# Любартув (Любуське воєводство)
Любартув (пол. Lubartów, нім. Qumälisch) — село в Польщі, у гміні Вимярки Жаґанського повіту Любуського воєводства.
Населення — 47 осіб (2011).
У 1975-1998 роках село належало до Зеленогурського воєводства.

## Демографія
Демографічна структура станом на 31 березня 2011 року:
|          | Загалом | Допрацездатний вік | Працездатний вік | Постпрацездатний вік |
| -------- | ------- | ------------------ | ---------------- | -------------------- |
| Чоловіки | 27      | 4                  | 23               | 0                    |
| Жінки    | 20      | 5                  | 10               | 5                    |
| Разом    | 47      | 9                  | 33               | 5                    |